# Siekertal

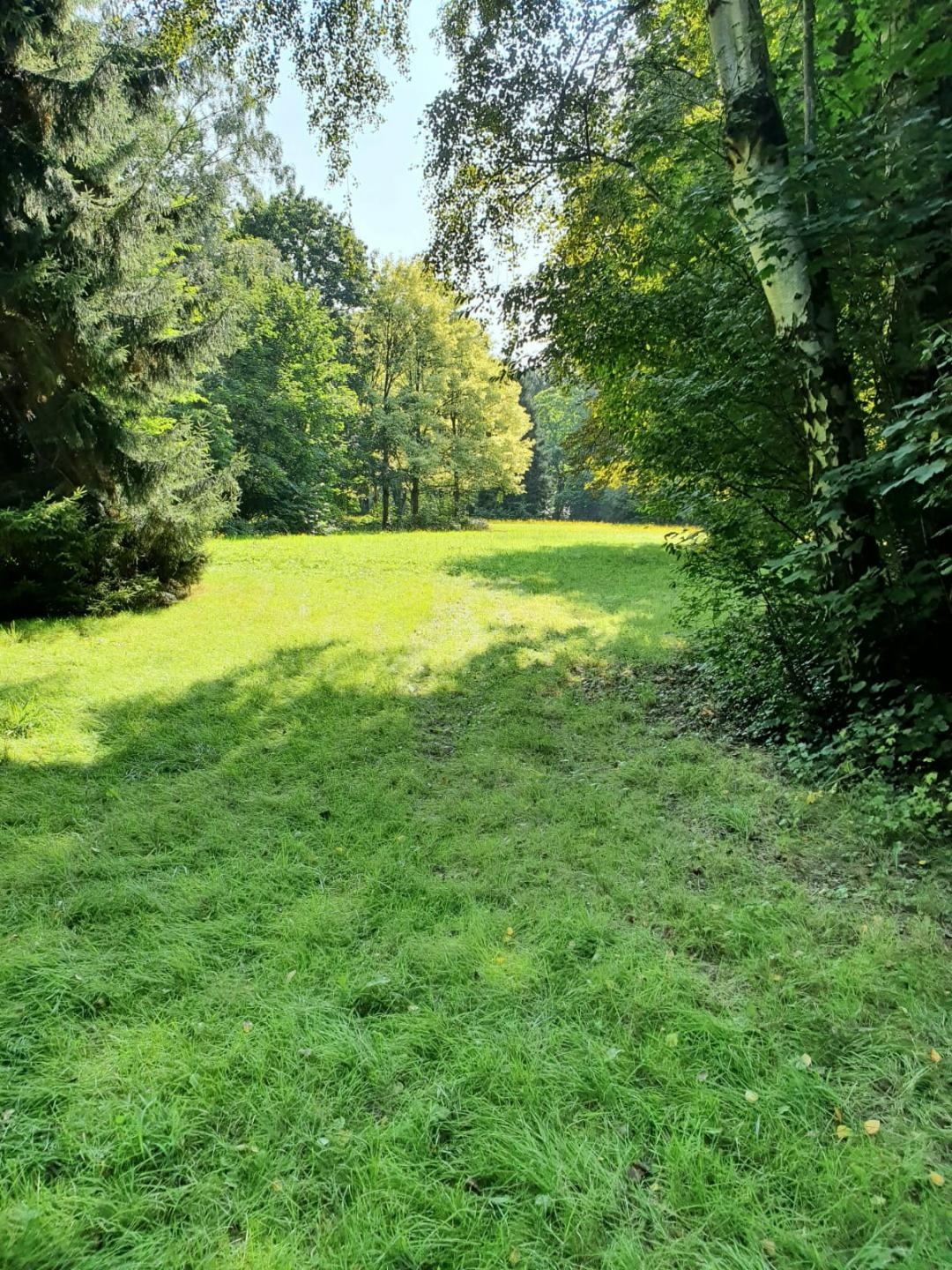
Sonnendurchflutete Landschaftspartie im Siekertal

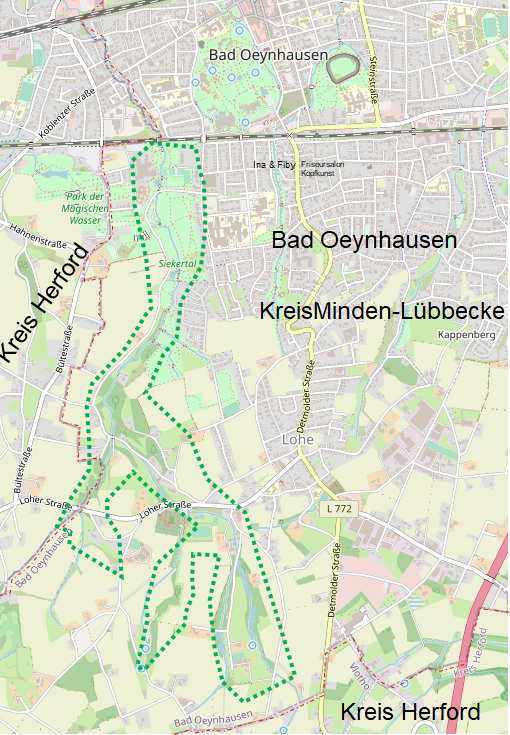
Das Siekertal (markiert mit der grün-gepunkteten Linie) verläuft ganz im Südwestend der Stadt Bad Oeynhausen, kleine Bereiche ragen in den Kreis Herford. Die grüne-gepunktete Linie stellt keine formale Grenze dar, soll nur den Bereich auf der Karte optisch hervorheben.

Das Siekertal offiziell und treffender eigentlich das Osterbachsiek ist ein schmaler bewaldeter Grüngürtel beiderseits des Osterbaches im Süden und Westen der Stadt Bad Oeynhausen. Das Tal selbst ist rund 3,5 km lang und es handelt sich hierbei um ein für die Region typisches Siek. Daher ist die Namensgebung nicht zufällig. Die Wald- und waldähnliche Parkfläche des Siekertals zwischen Eisenbahn und Kreisstraße K9 umfasst rund 40 Hektar, wobei die Breite des Waldes beiderseits des Baches beträchtlich, zwischen mehreren hundert und wenigen zehn Metern schwankt.
Das Tal verläuft von der südlichen, nicht elektrifizierten Bahnlinie zwischen den Maternus-Rehakliniken im Westen und dem Herz- und Diabeteszentrum (HDZ) im Osten bis westlich der Ortschaft Lohe im gleichnamigen Stadtteil.
Dieser Waldstreifen wird, ähnlich wie das, allerdings wesentlich kleinere Wiesental sehr stark von Reha-Patienten genutzt, denn die Wege sind wegen ihrer Geländeform ausgewiesene Nordic Walking Strecken. Daneben ist das Siekertal ein beliebtes und schnell erreichbares Naherholungsgebiet für die zentralstädtischen Bewohner der Stadt Bad Oeynhausen als auch jeder der benachbarten Stadt Löhne, insbesondere aus dem Stadtteil Gohfeld.

## Landschaftsschutz
Zwar nicht die gesamte Waldfläche, aber der explizite Taleinschnitt beiderseits des Osterbaches steht unter Landschaftsschutz und zwar als Teil des 718 Hektar großen Landschaftsschutzgebietes "L4 Oeynhausener Hügelland".

## Name
Der Name Siekertal ist in gewisser Weise zwar nicht zufällig, jedoch auch eine unlogische, zumindest unnötige Dopplung. Ein Siek bezeichnet ein besonders kleines Kerbtal in einer Lößumgebung. Die Doppelung ist eine ähnliche wie die Bezeichnung „Dümmersee“ für den Dümmer, wo die Silbe -mer für "Meer", was im Niederdeutschen bereits für "See" steht. Die alternative und in offiziellen Dokumenten verwendete, aber ansonsten sehr ungeläufige Bezeichnung „Osterbachsiek“ wäre daher stringenter.

## Wanderweg

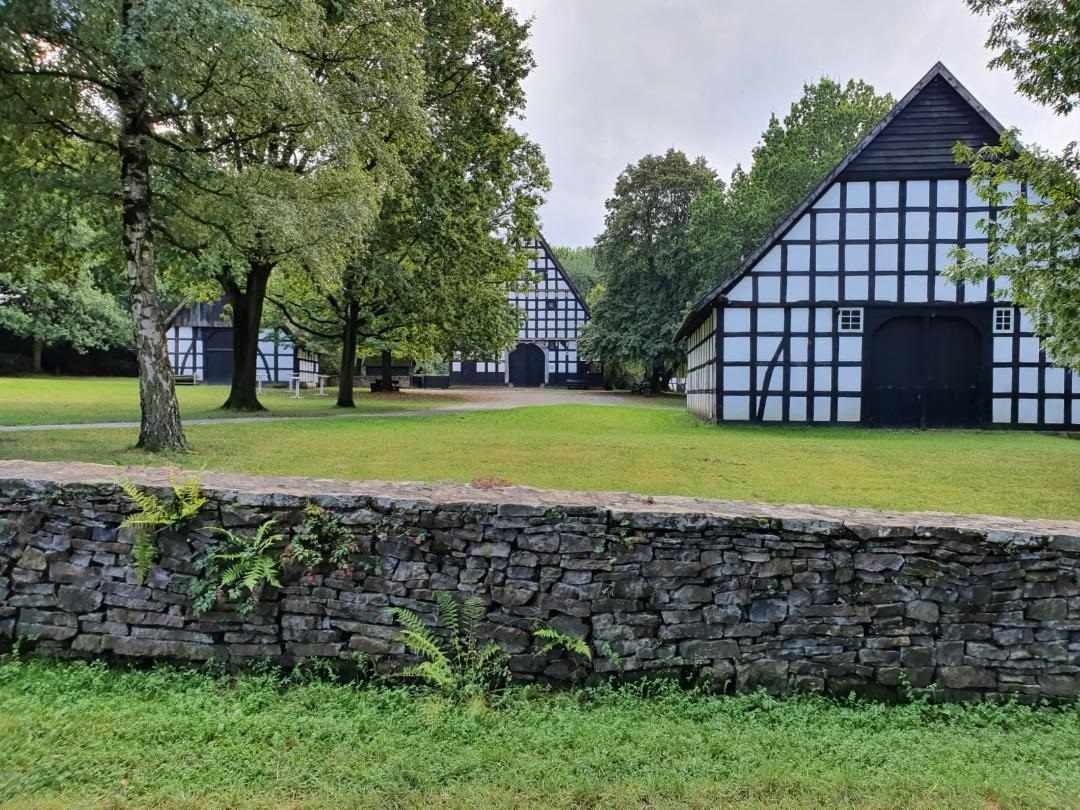
Der Museumshof im Siekertal

Ein Wanderweg verläuft entlang des Laufs des Osterbachs zu einem sogenannten „Museumshof“. Dieses Freilichtmuseum von umgesetzten Fachwerkbauten des 17. bis 19. Jahrhunderts aus dem Minden-Ravensberger Land zeigt einen interessanten Einblick in die bäuerliche, westfälische Tradition. Weiter führt der Wanderweg zur kleinen Hofwassermühle, in der regelmäßig Schauvorstellungen stattfinden. Durch Feld, Wald und Wiesen verläuft der Weg weiter hangaufwärts – vorbei an den Schwedensteinen, großen Findlingen aus der Saale-Eiszeit – und bietet schöne Panoramablicke über die Ravensberger Mulde.

## Der Osterbach
Der Osterbach selbst schuf durch seine erodierende Wirkung das Tal, was seinerseits dessen Lauf bestimmt. Die Quelle des Osterbachs liegt rund 300 Meter südlich der Stadtgrenze noch auf dem Gebiet der Stadt Vlotho, im Kreis Herford. Der Bach fließt am nördlichen Ende des eigentlichen Siekertals weiter, wendet seinen Lauf Richtung Nordwesten und bildet bis zur Bahnlinie die Grenze zwischen der Stadt Bad Oeynhausen bzw. dem Kreis Minden-Lübbecke und der Stadt Löhne bzw. dem Kreis Herford. Aber der Bahnlinie fließt er dann ganz auf dem Territorium der Stadt Löhne und mündet dann nach wenigen hundert Metern in den Mittelbach. Jener fließt weiter gen Norden, unterquert die Landstraße L 777, fließt ab da wieder auf dem Gebiet der Stadt Bad Oeynhausen, um dann nach wenigen hundert Metern endlich in die Werre, unweit der Mündung des Kokturkanals, zu münden.
Wasserwirtschaftlich wird der Osterbach zum Gewässersystem Mittelbach, Gewässerkennzahl (GWK) 469.41 und Gewässerstationierung 1+900 – 2+100 eingeordnet.
Im Rahmen von Renaturierungsmaßnahmen wurden von August 2013 bis Mai 2014 insgesamt drei rauen Sohlgleiten in einem Abstand von knapp 200 m zur Wiederherstellung der Längsdurchgängigkeit gebaut. Parallel dazu erfolgte abschnittsweiser Rückbau von wildem Uferverbau und Bachaufweitung zur Förderung der eigendynamischen Entwicklung.
Im Bereich des Oberlaufs ist der Osterbach hintereinander zu mehreren Fischteichen aufgestaut.

## Museumshof
Der Museumshof Bad Oeynhausen wurde 1969 eröffnet und zeigt eine für den Minden-Ravensberger Raum, in dem Bad Oeynhausen und das Siekertal liegen, typische Hofanlage der vorindustriellen Zeit. Zu dem Fachwerkensemble gehören ein Haupthaus, ein Heuerlingshaus, eine Scheune, ein Speicher sowie ein Backhaus und Mühle. Alle Gebäude stammen aus der Umgebung von Bad Oeynhausen und wurden in den vergangenen Jahrzehnten hier wieder aufgebaut. Während das Heuerlingshaus noch dem 17. Jahrhundert zuzurechnen ist, wurden die übrigen Gebäude ursprünglich im späten 18. bzw. 19. Jahrhundert errichtet.
Die Ausstattung der Gebäude zeigt das Leben und Arbeiten auf dem Lande im 19. Jahrhundert. Das Haupthaus des Gehöftes beherbergt im Obergeschoss zudem eine kleine ostdeutsche Heimatstube. Die Ausstellung im Heuerlingshaus erinnert an die wichtigsten Nebenerwerbshandwerke der Region wie Korbflechterei und Zigarrendreherei. Hinter dem Haupthaus findet sich ein Bauerngarten mit Gemüse und Zierpflanzen. Weiter unten am Osterbach steht die zum Museum gehörige Hofwassermühle zwischen zwei Mühlenteichen.
Im Sommerhalbjahr von Mai bis Oktober bietet das Freilichtmuseum zudem Vorführungen alter Handwerkstechniken wie Korbflechten, Flachs- und Wollespinnen, Klöppeln, Stricken, Quilten usw.
Auch werden Führungen durch den Bauerngarten angeboten. Im Zeitraum Ende August bzw. Anfang September werden Fledermausexkursion durchgeführt. Ein lokaler Verein für Natur- und Umweltschutz kümmert sich zudem um die Fledermauskästen in den alten Bäumen des Geländes sowie um die den Eulenkästen in den Hausgiebeln. Seit Jahren brüten Falken wie Schleiereulen auf dem Museumshof.
Die Pflege der plattdeutschen Sprache ist ein weiterer wichtiger Aspekt. Bereits seit 1980 findet jedes Jahr am Himmelfahrtstag um 10 Uhr der plattdeutsche Gottesdienst unter freiem Himmel auf dem Platz vor dem Haupthaus statt. Ausgerichtet wird er von der Wicherngemeinde. Bei kaltem oder nassem Wetter wird der Gottesdienst auf der Deele des Haupthauses gefeiert.
Besondere Angebote gibt es für Kinder. Einzelbesucher können für ihre Kinder zum Spielen auf dem Hof Springseile, Stelzen, Reifen und Holzschuhe gegen eine geringe Leihgebühr ausleihen. Für Geburtstagskinder im Alter von 5–10 Jahren bietet das Museum unterschiedliche Geburtstagsprogramme mit viel Spiel, Spaß und Spannung an. Und Kindergartengruppen wie Schulklassen lädt das Museum ebenfalls dazu ein, das Leben auf dem Bauernhof vor der Industrialisierung spielerisch kennenzulernen.
Zwei Kunsthandwerkermärkte, der Ostermarkt und der Martinsmarkt, umrahmen die Öffnungssaison. Sie bieten regionale Produkte und laden dazu ein, Altbekanntes wie Neues zu entdecken.
Außerdem ist es möglich, auf dem Museumshof zu heiraten. Im Anschluss an die Trauzeremonie steht das Gelände für Hochzeitsfotos zur Verfügung.
Seit 2012 unterstützt der Freundeskreis Museumshof e. V. das Museum.

## Hofwassermühle am Osterbach
Die Wassermühle wurde im Jahre 1772 erbaut für eine einzelne Hofanlage mit mittelschlächtigem Wasserrad mit einem Durchmesser von 2,40 m an Stauteich und mit funktionsfähigem Schrotgang. Die Wassermühle gehört zum Museumshof im Siekertal. Jeden 2. und 4. Sonntag im Monat, zwischen April und September, finden dort sogenannte „Mühlvorführungen“ statt. Oft wird das ganze von volkstümlicher Livemusik durch einen Akkordeon- und Gitarrenspieler begleitet. In einem kleinen Zelt wird dann Kaffee und Kuchen verkauft.